# 英国王のスピーチ
『英国王のスピーチ』（えいこくおうのスピーチ、原題：The King's Speech）は、2010年のイギリス・オーストラリア・アメリカ合衆国の歴史ドラマ映画。監督はトム・フーパー、出演はコリン・ファース、ヘレナ・ボナム＝カーター、ジェフリー・ラッシュなど。
吃音に悩まされたイギリス王ジョージ6世と、その治療にあたったオーストラリア出身の言語療法士ライオネル・ローグの友情を史実を基に描いた作品。第83回アカデミー賞で作品賞など4部門を受賞した。

## ストーリー
1925年、大英帝国博覧会閉会式で、ヨーク公アルバート王子はエリザベス妃に見守られ、父王ジョージ5世の代理として演説を行った。しかし、吃音症のために悲惨な結果に終わり、聴衆も落胆する。アルバート王子は吃音症を克服しようと努力してきたが、改善できた医師は誰1人としていなかった。
エリザベスはアルバート王子を説得してロンドンへ連れ出し、オーストラリア出身の言語聴覚士であるライオネル・ローグのオフィスをともに訪れる。独自の手法で第一次世界大戦の戦闘神経症に苦しむ元兵士たちを治療してきたローグは患者と対等な関係を求め、王室に対する礼儀作法に反してアルバート王子を愛称の「バーティ」と呼び、自身のことは「ローグ先生」ではなく「ライオネル」と呼ばせる。ローグの無作法に反発し帰りかけたアルバート王子に、ローグはシェイクスピアの『ハムレット』の台詞を朗読できるかどうか、賭けを持ちかける。ローグは大音量の音楽が流れるヘッドフォンをつけさせ、アルバート王子には自身の声が聞こえない状態にすると、その声をレコードに録音する。アルバート王子が途中で腹を立てて中断すると、ローグは録音したばかりのレコードを手渡し、帰っていくアルバート王子を見送った。

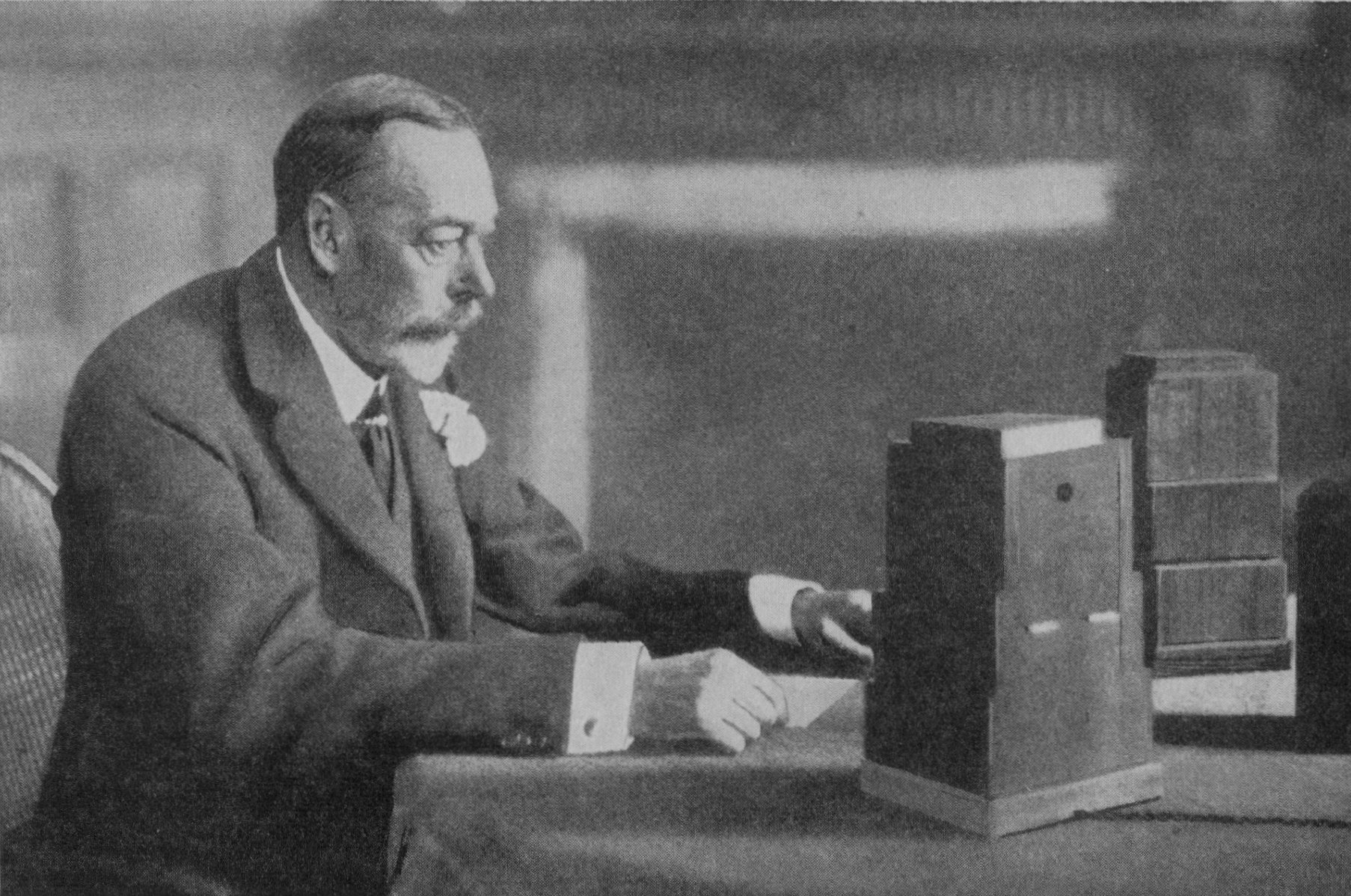
劇中で再現された、1934年のジョージ5世のクリスマス・ラジオ中継の様子

クリスマス恒例のラジオ中継の後、父王ジョージ5世は、新時代における放送の重要性と共に、アルバート王子の兄デイヴィッド王太子は次期国王に不適格であり、アルバート王子が王族の責務を負わなければならないと厳しく接する。帰邸後、苛立ったアルバート王子がローグから受け取ったレコードを再生すると、聴こえてきたのは自分の滑らかな発声だった。アルバート王子は改めてローグに治療を依頼し、口の筋肉をリラックスさせる練習や、呼吸の訓練、発音の練習などを繰り返し行う。やがてアルバート王子は、ローグに自身の不遇な生い立ち（右利きでないことを罰せられ矯正された、乳母に虐待されたなど）や、吃音を兄達に揶揄されたこと、末弟ジョン王子の死去について打ち明けるまでになり、2人の間に友情が芽生えていく。
1936年1月、ジョージ5世が崩御し、デイヴィッド王子が「エドワード8世」として国王に即位する。しかし、新国王が結婚を望んでいたウォリス・シンプソン夫人はアメリカ人で、離婚歴があるだけでなく2番目の夫といまだ婚姻関係にあったため、王室に大きな問題が起こるのは明白だった。その年のクリスマス、ヨーク公夫妻はバルモラル城で開かれたパーティで、城周辺の木が無残に切り倒される光景や、国王とシンプソン夫人の下品な姿を目の当たりにする。見かねたアルバート王子がエドワード8世に、英国国教会の長でもある国王は離婚歴のある女性と結婚できないことを指摘すると、王は兄を蹴落として王位に着くつもりかと責め、吃音治療もそのためかとからかってきた。
エドワード8世の醜聞を聞いたローグは、代わりに国王に即位するべきだとアルバート王子を説得するが、王子は「それは反逆罪に当たる」「田舎出身の平民に言われる筋合いはない」と怒り、ローグのもとから去ってしまう。
エドワード8世がウォリスとの結婚を強行すると、スタンリー・ボールドウィン首相やウィンストン・チャーチル元海軍大臣らの反対を受け、即位から1年も経たず退位することになる。アルバート王子は「ジョージ6世」として即位するが、彼の吃音症は依然として深刻なままで、王位継承評議会での宣誓は散々なものであった。一方ヨーロッパ大陸では、アドルフ・ヒトラー率いるナチ党政権下のドイツが台頭し一触即発の機運となっており、大英帝国は国民の統一を促す国王を必要としていた。国王の重責に耐えかねて海軍士官しか務めたことがないとエリザベス妃に不安を吐露したジョージ6世は、再びローグを訪ねると互いに謝罪し、治療を再開する。
戴冠式の準備が進む中、カンタベリー大主教コスモ・ラングはローグを国王から遠ざけようと試みるが、国王はローグを臨席させると譲らない。しかし、2人きりで式の段取りを確認する際、身辺調査によりローグには何の医療資格も持たないことを知ったジョージ6世は、不安と動揺からローグを問い詰める。するとローグは、彼が目を離した隙に戴冠式で使われる椅子に座ってみせて挑発する態度を取る。ジョージ6世は激怒して怒鳴り散らし、ローグによって「私は国王だ。国民に聞かせる声がある」という言葉を引き出される。戴冠式での宣誓は滞りなく進行し、ジョージ6世はその様子をニュース映画で家族と共に鑑賞したところ、続けて再生されたアドルフ・ヒトラーの巧みな演説に強い印象を受けていた。
やがて、ボールドウィン首相の後を継いだネヴィル・チェンバレン首相の宥和政策は失敗し、1939年9月1日のポーランド侵攻を受けて、9月3日に英国はドイツに宣戦布告、第二次世界大戦が始まる。同日、ジョージ6世は大英帝国全土に向けて国民を鼓舞する緊急ラジオ放送を行うことになる。緊迫した状況の中、ジョージ6世はローグと2人きりの放送室で9分に及ぶ演説に挑み、見事にやり遂げた。放送室から出てきたジョージ6世は、報道用に堂々と原稿を読む姿を撮影すると、エリザベス王妃、そしてエリザベス王女・マーガレット王女とともに宮殿のバルコニーに出て、待ち構える大衆に手を振る。その様子をローグは満足げに見守るのだった。

## キャスト
※括弧内は日本語吹き替え

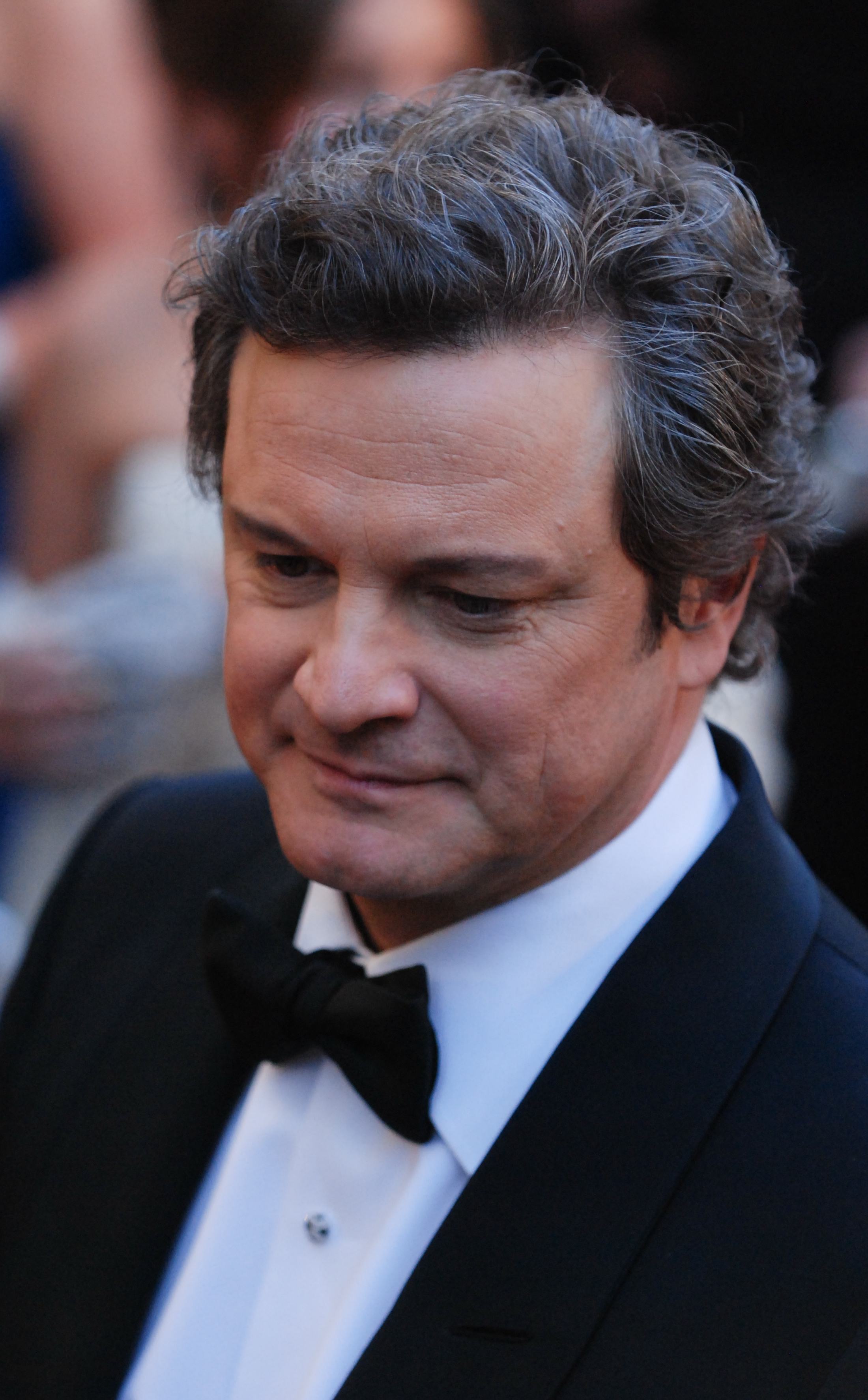
主演のコリン・ファース。3番目の候補として抜擢された。

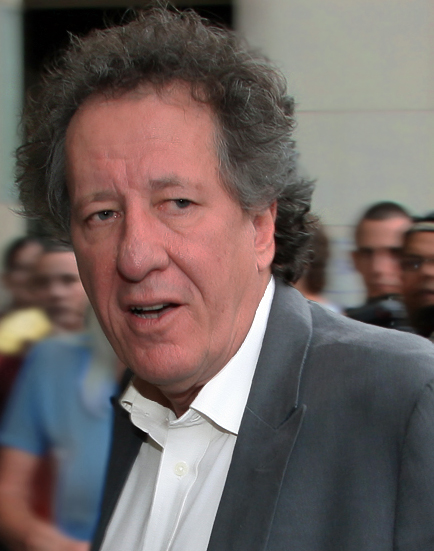
助演のジェフリー・ラッシュ。脚本を手渡されて出演することに決めた。

- ジョージ6世 - コリン・ファース（堀内賢雄）
- ライオネル・ローグ - ジェフリー・ラッシュ（壤晴彦）
- エリザベス妃 - ヘレナ・ボナム＝カーター（佐々木優子）
- エドワード8世 - ガイ・ピアース（宮本充）
- ウィンストン・チャーチル - ティモシー・スポール（宝亀克寿）
- 大司教コスモ・ラング - デレク・ジャコビ（糸博）
- マートル・ローグ - ジェニファー・イーリー（水野ゆふ）
- ジョージ5世 - マイケル・ガンボン（真田五郎）
- スタンリー・ボールドウィン - アンソニー・アンドリュース（山内健嗣）
- ネヴィル・チェンバレン - ロジャー・パロット（をはり万造）
- ウォリス・シンプソン - イヴ・ベスト（英語版）（下田レイ）
- エリザベス王女 - フレイア・ウィルソン（英語版）（山根舞）
- マーガレット王女 - ラモーナ・マルケス（英語版）（日向ゆきこ）
- メアリー王太后 - クレア・ブルーム（水野ゆふ）
- グロスター公爵 - ティム・ダウニー（英語版）
- ロバート・ウッド - アンドリュー・ヘイヴィル（英語版）（板取政明）
- ラジオアナウンサー - エイドリアン・スカボロ（英語版）（樫井笙人）

## 製作

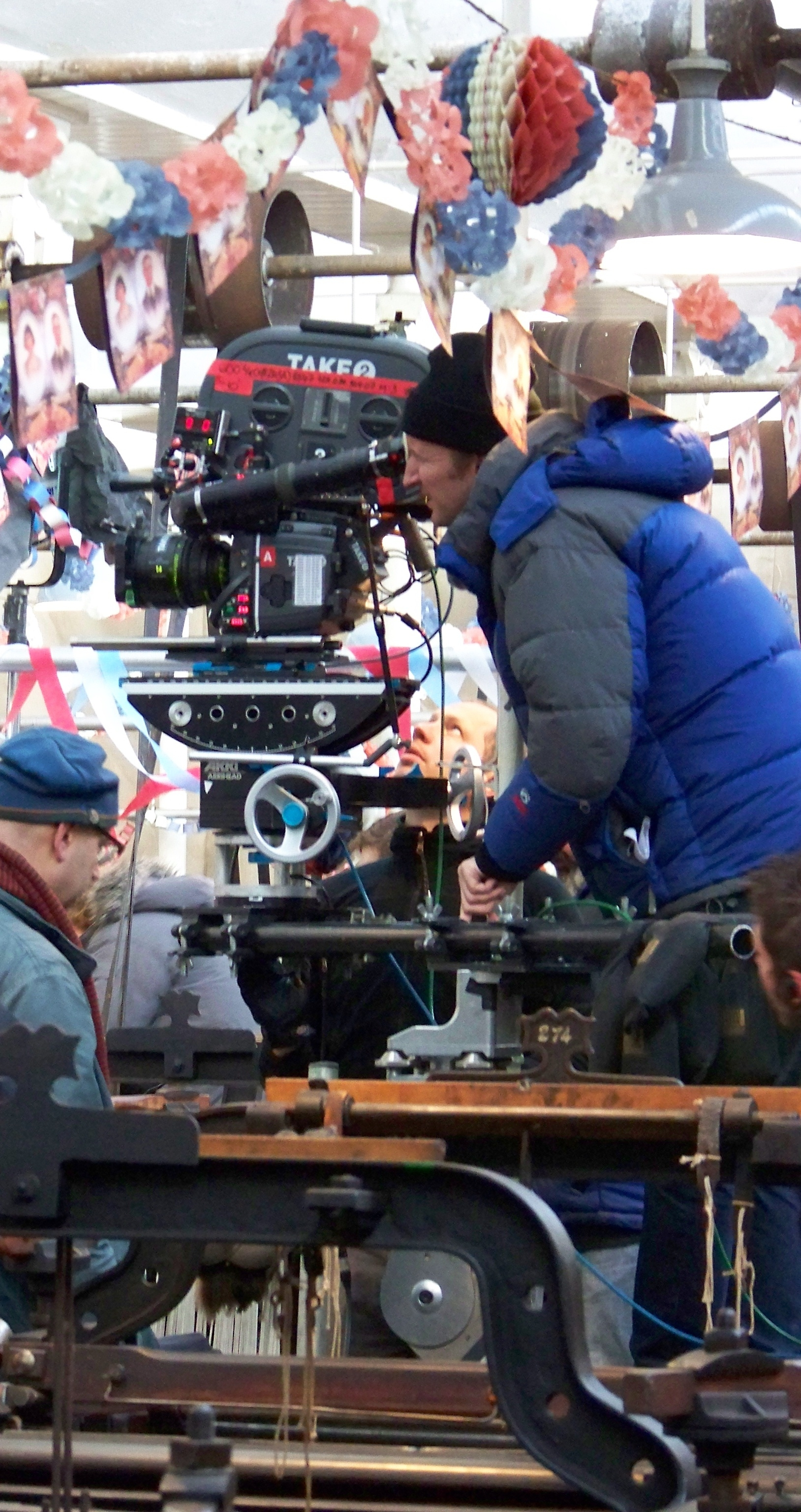
ランカシャーのクイーン・ストリート・ミル織物博物館でカメラを操作するトム・フーパー

自らも吃音症であった脚本家のデヴィッド・サイドラーは、30年以上この企画を温めていた。これは、ライオネル・ローグに関する記録がほとんど手に入らず、ライオネルの息子バレンタイン（Valentine）が保有していた治療記録は、ジョージ6世王妃（後の皇太后）エリザベスから存命中の公表を拒まれたからである。皇太后が2002年に101歳で死去すると、サイドラーは作業を再開する。
ライオネル・ローグの孫に当たるマーク・ローグ（Mark Logue）は、整理していた父の遺品の中に祖父ライオネルとジョージ6世との往復書簡が大量にあることに気付いた。BBCによるマークへのインタビューによると、撮影の約9週間前に製作スタッフが彼に接近し、ヨーク公の治療に関する資料を手に入れたという。製作陣はその資料を基にして脚本の手直しにかかった。監督のトム・フーパーは、映画の重要な台詞のいくつかがローグのメモの直接的な引用であると述べている。このローグの記録は2010年秋にThe King's Speech: How One Man Saved the British Monarchyのタイトルで出版された。
主人公のジョージ6世役として、脚本家のサイドラーはポール・ベタニーを、監督のフーパーはヒュー・グラントを希望していたが、3番目の候補のコリン・ファースに決まった。

## 公開
2010年9月6日にアメリカのテルライド映画祭、続いて10日にカナダのトロント国際映画祭でプレミア上映された。
製作国のイギリスではMomentum Picturesが、オーストラリアではTransmissionが、北アメリカ、ドイツ、フランス、ベネルクス、スカンディナビア、中国、香港、ラテンアメリカではワインスタイン・カンパニーがそれぞれ配給した。日本ではギャガが配給し、「英国史上、もっとも内気な王。」というキャッチコピーが使われた。また予告編映像にはウィリアム王子とキャサリン・ミドルトンの「ロイヤルウェディング」が公開の2か月後に行なわれるため、「ウィリアム王子婚約発表に沸くイギリス、現エリザベス女王の父の真実の物語」のナレーションとともにウィリアム王子からジョージ6世までの家系図が使用された。
劇中でジョージ6世がストレスを軽減するために過激な台詞を叫ぶのをローグが奨励する場面のために、イギリスではBBFCによって"R-15"に指定された。ロンドン映画祭にて監督のトム・フーパーはこの決定を批判し、「なぜ下品な言葉遣いの映画が"15"で、『ソルト』や『007 カジノ・ロワイヤル』のような写実的拷問シーンを含むものが"12A"なのか」と問いかけた。フーパーの批判の後でBBFCは"12A"までレーティングを引き下げ、大人と同伴ならば12才未満の子供でも鑑賞可能になった。アメリカではMPAAが本作をR指定にしたため、フーパーは先と同様の批判を行ったが、このレーティングは覆らなかった。このR指定審査に関して、ロジャー・イーバートは「全く不可解である」と批判し、「これはティーンエイジャーのための優れた映画である」と述べた。2011年1月、プロデューサーのハーヴェイ・ワインスタインは、レイティングを引き下げて幅広い層の観客動員を得るために、いくつかの過激な台詞を削除した「再編集版」の公開を考えていると発言した。だが、フーパーは、問題となっている単語を「ビー」音で覆う可能性に言及しつつも、映画を編集することを否定した。また、ヘレナ・ボナム＝カーターやジェフリー・ラッシュもそのような編集に反対した。

## 反響・評価
各国の興行収入は、英国では$74,877,867、北米地区では$138,797,449、日本では18.2億円となり、合わせて$427,374,317となった。
Rotten Tomatoesでは207のレビュー中95%が「フレッシュ」を与えており、平均点は10点満点で8.6点となった。Metacriticでは41のレビュー中39がポジティヴなもので、平均点は100点満点で88点となった。『エンパイア』誌では5つ星満点が与えられた。『シカゴ・サンタイムズ』のロジャー・イーバートは4つ星満点を与え、2010年度ベストでは第2位に選んだ。
日本で2011年9月2日発売のDVDは初週5745枚を売り上げオリコンDVD週間ランキングで総合第1位となった。

## 実話との相違点

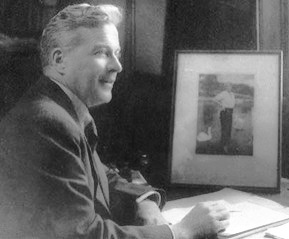
ライオネル・ローグ（1930年頃ロンドンにて）

劇中で描かれた出来事に関しては、創作上の都合で脚色・変更が加えられた。
キャシー・シュルツ（Cathy Schultz）は、映画は史実の出来事を数年間に圧縮していると指摘した。映画では1934年に初めて会ったと描かれているヨーク公アルバート王子とローグであるが、史実で二人が最初に会ったのは1920年代であり、アルバートは1927年にオーストラリア連邦議会での演説を成功させている。
歴史家のアンドリュー・ロバーツ（Andrew Roberts）は、ジョージ6世の吃音のひどさは実際よりも誇張されており、エドワード8世、ウォリス・シンプソン、ジョージ5世が、ドラマ的な効果のために史実よりもより敵対的に描かれていると主張した。
クリストファー・ヒッチェンズとアイザック・チョティナー（Isaac Chotiner）は、退位危機のときのウィンストン・チャーチルの描写に疑問を呈した。映画ではチャーチルはアルバートを支える立場で、エドワード8世の退位にも反対しているようには描かれていないが、史実では逆で、チャーチルは退位させようとする圧力に抵抗するようエドワード8世に奨めたとされている。ヒッチェンズは、このような処置はチャーチルの偉業を闇雲に過大視しようとすることだと訴えた。

## 受賞歴
第83回アカデミー賞では作品賞、監督賞、主演男優賞、脚本賞と主要な賞を受賞したのを手始めに、世界各地の映画賞、合わせて63個を得た。

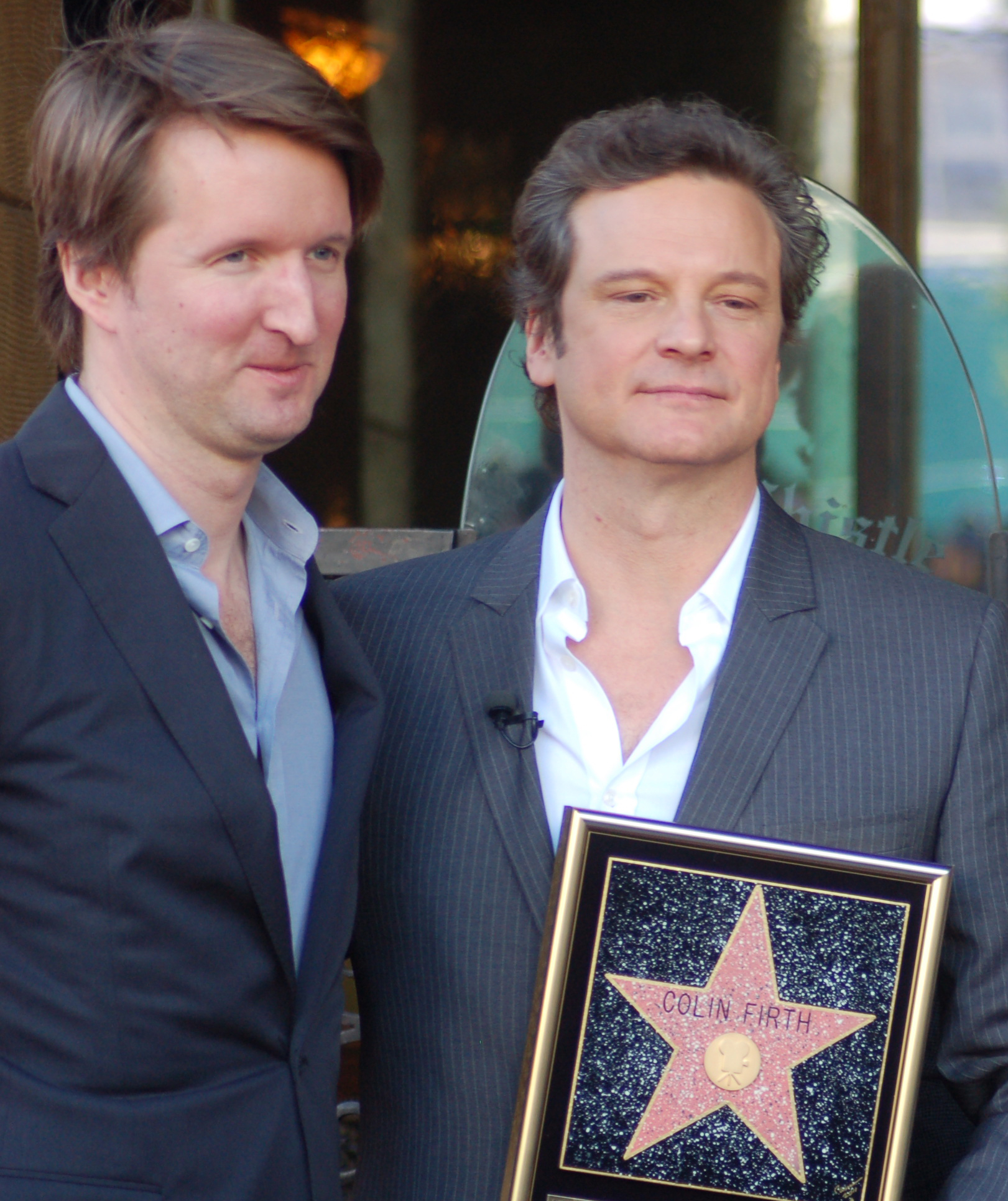
それぞれ数々の賞を手にした監督のトム・フーパー（左）と主演のコリン・ファース（2011年1月撮影）

| 映画祭・賞           | 部門                     | 候補                                                         | 結果       |
| -------------------- | ------------------------ | ------------------------------------------------------------ | ---------- |
| ゴールデングローブ賞 | 映画作品賞（ドラマ部門） | 『英国王のスピーチ』                                         | ノミネート |
| ゴールデングローブ賞 | 主演男優賞               | コリン・ファース                                             | 受賞       |
| ゴールデングローブ賞 | 助演男優賞               | ジェフリー・ラッシュ                                         | ノミネート |
| ゴールデングローブ賞 | 助演女優賞               | ヘレナ・ボナム=カーター                                      | ノミネート |
| ゴールデングローブ賞 | 監督賞                   | トム・フーパー                                               | ノミネート |
| ゴールデングローブ賞 | 脚本賞                   | デヴィッド・サイドラー                                       | ノミネート |
| ゴールデングローブ賞 | 作曲賞                   | アレクサンドル・デプラ                                       | ノミネート |
| アカデミー賞         | 作品賞                   | イアン・キャニング エミール・シャーマン ガレス・アンウィン   | 受賞       |
| アカデミー賞         | 主演男優賞               | コリン・ファース                                             | 受賞       |
| アカデミー賞         | 助演男優賞               | ジェフリー・ラッシュ                                         | ノミネート |
| アカデミー賞         | 助演女優賞               | ヘレナ・ボナム=カーター                                      | ノミネート |
| アカデミー賞         | 監督賞                   | トム・フーパー                                               | 受賞       |
| アカデミー賞         | 編集賞                   | タリク・アンウォー                                           | ノミネート |
| アカデミー賞         | 美術賞                   | イヴ・スチュワート ジュディ・ファー                          | ノミネート |
| アカデミー賞         | 衣裳デザイン賞           | ジェニー・ビーヴァン                                         | ノミネート |
| アカデミー賞         | 録音賞                   | ポール・ハンブリン マーティン・ジェンセン ジョン・ミッジリー | ノミネート |
| アカデミー賞         | 脚本賞                   | デヴィッド・サイドラー                                       | 受賞       |
| アカデミー賞         | 作曲賞                   | アレクサンドル・デプラ                                       | ノミネート |
| アカデミー賞         | 撮影賞                   | ダニー・コーエン                                             | ノミネート |

## 舞台化
イギリスでは、2012年2月に舞台公演が行われた。日本は舞台化二ヶ国目であり、主演東山紀之、演出鈴木裕美で、2012年8月から9月にかけて東京の世田谷パブリックシアターおよび大阪の森ノ宮ピロティホールで上演された。助演は安田成美、西尾まり、有福正志、ラサール石井らで、特にローグ役を務めた近藤芳正の演技が評価された。